# 書き下ろし
書き下ろし（かきおろし）とは、小説などが新聞や雑誌などへの掲載を経ずに直接本として出版されること、またはそのような作品自体を指す。いいかえると、その本によって初めて作品が世に出たことになる。出版関連の用語であり、「掲載」「連載」に対応する概念である。
また、テレビドラマなどで原作となる出版物が存在せず、脚本家がオリジナルのストーリーを書いたときも「書き下ろし」と呼ぶ。その場合、脚本が本として出版されるケースもあれば、永久に活字とならないケースもある。
漫画やイラストレーションなど絵を主体とした作品については、「描き下ろし」と表記されることもある。また前述のテレビドラマの例とも関連するが、近年、購入特典物や新作商品を指して「描き下ろし漫画」「描き下ろしイラスト」と表記するものは、「その商品・作品のためだけに新たに制作されたものを使用している」ということを意味するものが多い（漫画やイラストだけでなく、主題歌等の音楽の場合も同様に「書き下ろし」と呼称する。）。
その影響により近年では、冒頭に述べた出版用語としての「書き下ろし」「描き下ろし」の意味合いは、ほとんど失われてしまっている。